# Município de Tiffin (condado de Defiance, Ohio)
O município de Tiffin (em inglês: Tiffin Township) é um município localizado no condado de Defiance no estado estadounidense de Ohio. No ano de 2010 tinha uma população de 1.612 habitantes e uma densidade populacional de 17,09 pessoas por km².

## Geografia
O município de Tiffin encontra-se localizado nas coordenadas 41° 23′ 04″ N, 84° 24′ 43″ O. Segundo a Departamento do Censo dos Estados Unidos, o município tem uma superfície total de 94.32 km², da qual 94,16 km² correspondem a terra firme e (0,17 %) 0,16 km² é água.

## Demografia
Segundo o censo de 2010, tinha 1.612 habitantes residindo no município de Tiffin. A densidade populacional era de 17,09 hab./km². Dos 1.612 habitantes, o município de Tiffin estava composto pelo 97,33 % brancos, o 0,37 % eram afroamericanos, o 0,37 % eram amerindios, o 0,06 % eram asiáticos, o 0,74 % eram de outras raças e o 1,12 % eram de uma mistura de raças. Do total da população o 3,91 % eram hispanos ou latinos de qualquer raça.